# チャートバスターズr!
チャートバスターズr!（チャートバスターズアール）は2009年10月9日から2016年3月21日までRKB毎日放送（RKBラジオ）で放送されていた音楽番組である。
当項目では便宜上、2020年10月からRKBラジオで放送されるラジオ版第2期「チャートバスターズR!」についても述べる。

## チャートバスターズr!

### 番組概要
RKBテレビ「チャートバスターズR!」のラジオ版という位置づけで、メインMCはTV版同様田畑が務める。

後述するコーナー以外にも、出演者が足を運んだライブの感想をトークしたり、リスナーからのメールでもライブリポートを募集したりしていた。

### 放送時間
- 月曜日　22:00～23:50（JST。2012年4月から。当初は『A-LIVE』の月曜日分として放送）

#### 過去の放送時間
- 金曜日　20:30～23:00（JST。2009年10月～2010年3月）
- 月曜日　21:00～23:20（JST。2010年4月～2012年3月。2011年3月までの1年間は『新音楽コンテンツ オキラク』の月曜日分として放送）

### パーソナリティ
- 田畑竜介（RKBアナウンサー）
- 植村友紀（2012年5月から出演）

#### 過去のパーソナリティ
- 武田早絵（RKBアナウンサー／番組開始から2011年4月まで）

### コーナー

#### 現在放送中のコーナー
- 今週のつまみ聴き･･･発売されたばかりのアルバムから1枚を選んで、アルバム収録曲すべての曲のサビの数秒を放送
- 今週のスポットライト…アーティストゲストコーナー。十二堂提供
- 怒髪天・増子直純の「きょうも1日お疲れさん」…増子が古今東西の名言を解説したり、怒髪天の曲を紹介したりするコーナー。スターフライヤー提供
- J-POPの教科書…特定の歌手、またはそれ以外のテーマを設けて邦楽の解説をするコーナー。

#### 過去に放送したコーナー
- 隆に聞け！･･･リスナーの悩みを作詞家松本隆が作詞した歌をヒントに解決していく
- 何て歌いよんかちゃ!･･･有名な洋楽の曲を日本語訳にして説明する。タイトル名の由来は田畑アナの出身地、北九州の方言で「何と歌っているんだ！」
- RKBラジオショッピング
- 武田早絵のさえねぇなぁ･･･武田アナが最近経験した冴えない話（失敗談）を吐露
- 誰も知らない笑える歌～from 百道浜秘宝館･･･RKBのレコード室に眠っている笑える歌を紹介する。RKBテレビ「誰も知らない笑える歌」のロングバージョン
- OA（オンエアー）大作戦･･･詳細は後述
- 今月の押し倒し･･･番組が毎月1曲をとにかく推薦しまくる

### 輝く!コンパクトディスク大賞
- 2013年より年末の恒例になっている企画。出演者、番組スタッフ、リスナーの投票により、その年の優れた音楽作品ないしアーティストを選出し表彰する。
  - 田畑曰く「何の権威もない反面何のしがらみもないアワード」。
  - タイトルは日本レコード大賞のパロディである。

#### 表彰された楽曲およびアーティスト
- 第1回（2013年12月30日放送）
  - 新人賞…KANA-BOON
  - シングル賞…RIP SLYME「SLY」
  - アルバム賞…三浦大知「The Entertainer」
  - 植村友紀賞…中田裕二「MIDNIGHT FLYER」
  - 増子賞…bloodthirsty butchers「youth（青春）」
  - 企画賞…「あまちゃん 歌のアルバム」
  - コラボレーション賞…SOIL&"PIMP"SESSIONS「ジャズィ・カンヴァセイション feat. RHYMESTER」
  - ベストリヴァイバルソング…荒井由実「ひこうき雲」
  - ベストライブアルバム…KREVA「SPACE TOUR」
- 第2回（2014年12月29日放送）
  - 新人賞…ゲスの極み乙女。
  - シングル賞…秦基博「ひまわりの約束」
  - アルバム賞…椎名林檎「日出処」
  - 植村友紀賞…KREVA「かも」
  - 増子賞…坂詰克彦「今夜も始まっているだろう」
  - フェスオブザイヤ―…ナオト・インティライミ「LIFE」
- 第3回（2015年12月28日放送）
  - 新人賞…Shiggy Jr.
  - シングル賞…サカナクション「新宝島」
  - アルバム賞…星野源「YELLOW DANCER」
  - 増子賞…BUGY CRAXONE「Lesson 1」

### OA大作戦
- プロモーター（レコード会社の音楽宣伝マン）、武田アナ（在任時）の2人よるクイズ対決
  - 音に関する問題を5問出題し、2問正解すると勝利
  - プロモーターが勝利すると、プロモーターが推薦する楽曲のPRとフルコーラス放送。負け、引き分けの場合は推薦する楽曲はサビしか放送されない
  - 武田アナが勝利するとプロモーターが持参したアーティストグッズをリスナーにプレゼント
  - 引き分けの場合は、プロモーターが持参したアーティストグッズは翌週のプレゼントとして持ち越される
  - 11月6日放送分まではリスナーも含めた3人で対決していた

#### 出題する問題
- イントロクイズ
- 逆回転クイズ･･･逆再生したある曲を聴いて、その曲を当てる
- 超スロー再生クイズ･･･スロー再生された曲を聴いて、その曲を当てる
- 本人は誰？クイズ･･･4人の声を聴いて本人がどれか当てる（残りの3人はモノマネをしている）
  - これまでに、美川憲一クイズ、キャバ嬢クイズ、野村監督クイズ、RKB受付嬢クイズ、博多駅構内アナウンスクイズなどがあった。
  - モノマネする3人のうち、必ず鬼橋美智子がいる

## チャートバスターズR!

### 番組概要
2020年10月～2022年3月に放送されたラジオ版第二期。4年半ぶりの復活だが、こちらは番組タイトルの「R」が大文字となっている。
RKBラジオでは2019年4月〜2020年9月に田畑竜介 おとのおとという田畑出演の音楽番組が放送されており、その後を継ぐ番組にもなった。

### パーソナリティ
- 田畑竜介（RKBアナウンサー）

| RKBラジオ 木曜日 23:30 - 24:00           | RKBラジオ 木曜日 23:30 - 24:00 | RKBラジオ 木曜日 23:30 - 24:00      |
| 前番組                                   | 番組名                         | 次番組                              |
| ---------------------------------------- | ------------------------------ | ----------------------------------- |
| よしもとRadio バリカタ!! (23:00 - 24:00) | チャートバスターズR!           | インディアンスの『ズじゃなくてス!』 |